# Pratt & Whitney Canada PW100

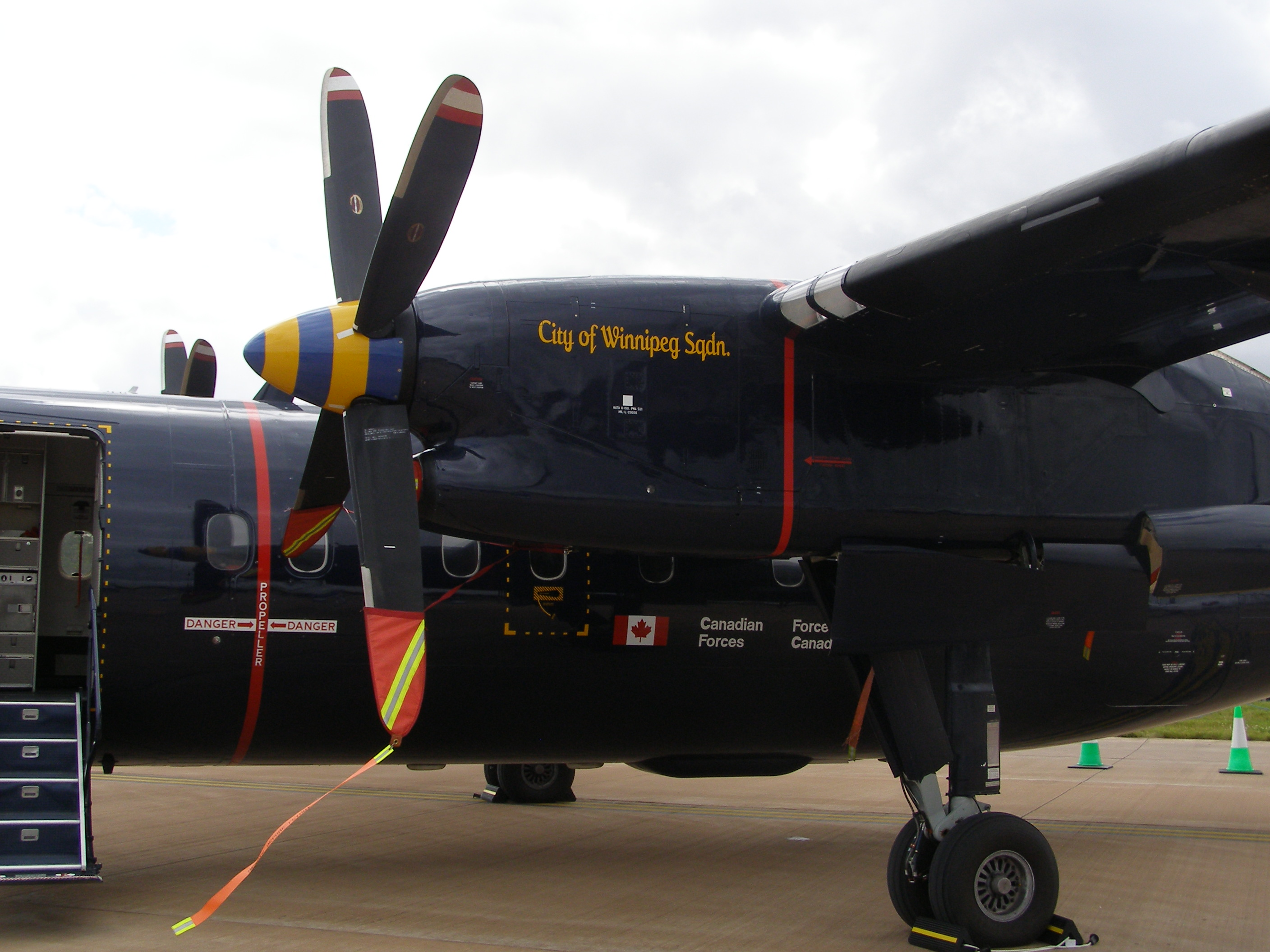
Un'immagine del PW120A che equipaggia un de Havilland Canada CT-142 della Canadian Forces Air Command (AIRCOM)

I Pratt & Whitney Canada PW100 sono una famiglia di motori aeronautici turboelica prodotti dall'azienda canadese Pratt & Whitney Canada dagli anni ottanta.
Nati dall'esigenza di fornire un prodotto destinato all'impiego civile e capace di motorizzare tra gli altri aerei di linea regionali della fascia da 30 a 70 passeggeri, la serie di motori offre una gamma di potenza che va dai 1 340 kW (1 800 shp) generati dal PW118 ai 2 050 kW (2 750 shp) del PW127.
La serie PW100 utilizza un'insolita configurazione in cui il moto viene trasmesso dalla turbina all'elica attraverso una soluzione a tre alberi invece dei classici due, configurazione adottata anche dai concorrenti Rolls-Royce Gem e EuroProp TP400-D6.
In produzione fin dal 1984, la serie PW100 è ancor oggi prodotta negli stabilimenti canadesi dell'azienda a Longueuil, nel Québec.

## Uso non aeronautico
L'azienda canadese Bombardier Transportation che si occupa di produzioni in campo ferroviario utilizza un PW150 per motorizzare il prototipo del loro JetTrain, un treno ad alta velocità che l'azienda vuole immettere sul mercato internazionale.

## Versioni
(lista non completa)
- PW118 : potenza erogata all'albero 1 340 kW (1 800 shp)
- PW120 : potenza erogata all'albero 1 340 kW (1 800 shp)
  - PW120A : potenza erogata all'albero 1 491 kW (2 000 shp)
- PW127 : potenza erogata all'albero 2 050 kW (2 750 shp)
- PW150A : potenza erogata all'albero 3 410 kW (4 573 shp)

## Velivoli utilizzatori

### Civili
Internazionali
- ATR 42 (PW127E)
- ATR 72 (PW127F)

 Brasile
- Embraer EMB 120 Brasilia (PW118A)

 Canada
- Bombardier CL-415 (PW123AF)
- Bombardier Q100 (PW121)
- Bombardier Q200/Q300 (PW123)
- Bombardier Q400 (PW150)
- Canadair CL-215T (PW123AF)
- de Havilland Canada Dash 8-100 (PW120A)

 Cina
- Xian MA60 (PW127J)

 Germania
- Dornier Do 328 (PW119)

 Paesi Bassi
- Fokker F50 (PW124)
- Fokker F60 (PW127B)

 Regno Unito
- BAe ATP (PW126)

 Unione Sovietica/Russia
- Ilyushin Il-114-100 (PW127H)

### Militari
Canada
- de Havilland Canada CT-142 (PW120A)

 Spagna
- CASA C-295 (PW127G)

## Applicazioni ferroviarie
- Bombardier Transportation JetTrain